# La Lagunita, Durango
La Lagunita är en ort i Mexiko.   Den ligger i kommunen Guanaceví och delstaten Durango, i den centrala delen av landet, 1 100 km nordväst om huvudstaden Mexico City. La Lagunita ligger 2 757 meter över havet och antalet invånare är 184.
Terrängen runt La Lagunita är lite kuperad, och sluttar västerut.  Trakten runt La Lagunita är nära nog obefolkad, med mindre än två invånare per kvadratkilometer. Närmaste större samhälle är El Cócono, 7,9 km öster om La Lagunita. I omgivningarna runt La Lagunita växer huvudsakligen savannskog.